# Adelomyia melanogenys
Il colibrì guancenere (Adelomyia melanogenys (Fraser, 1840)) è un uccello della famiglia Trochilidae. È l'unica specie nota del genere Adelomyia.

## Descrizione
È un colibrì di media taglia, lungo 8,5–9 cm, con un peso di 3,5-4,9 g.

## Biologia
Si nutre del nettare di diverse specie di angiosperme tra cui Lobelia spp., Fuchsia spp., Psammisia spp., Palicourea spp. e Bomarea spp..

## Distribuzione e habitat
La specie è presente sui rilievi andini di Venezuela, Colombia, Ecuador, Bolivia, Perù e Argentina, ad altitudini comprese tra 1.000 e 2.500 m s.l.m.